# Strobilanthes lihengiae
Strobilanthes lihengiae är en akantusväxtart som beskrevs av Yun Fei Deng och J.R.I.Wood. Strobilanthes lihengiae ingår i släktet Strobilanthes och familjen akantusväxter. Inga underarter finns listade i Catalogue of Life.